# Tugueje ibne Jufe
Tugueje ibne Jufe ibne Iltaquim ibne Furane ibne Furi ibne Cacane (Ṭughj ibn Juff ibn Yiltakīn ibn Fūrān ibn Fūrī ibn Khāqān) foi um oficial militar turco que serviu o Califado Abássida e o Reino Tulúnida do Egito e Síria. Foi o pai de Maomé Iquíxida, o fundador da dinastia iquíxida.

## Vida

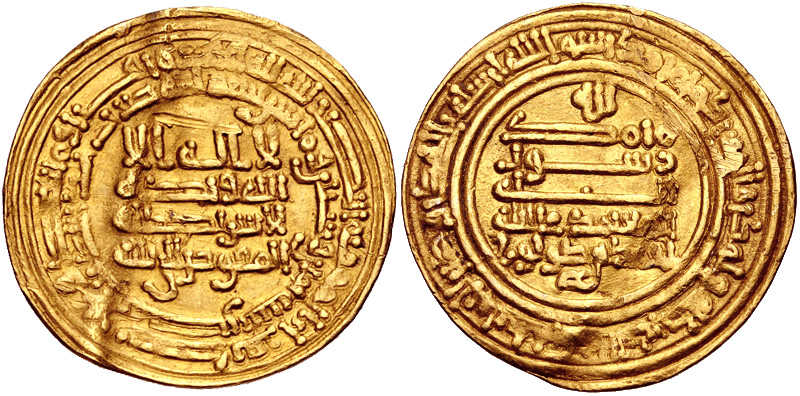
Dinar de ouro de Amade ibne Tulune r.

Tugueje foi o filho de Jufe, o primeiro membro atestado da família a entrar no serviço do Califado Abássida sob o califa Almotácime (r. 833–842). A família era oriunda do Vale de Fergana e foi recrutada por Almotácime junto de outros outros habitantes de Fergana em seu exército (o regimento Faraguina). Sua família reclamou ascendência real; o nome de seu ancestral, "Cagã", é um título turco real. Jufe e seus descendentes portanto não eram membros da casta escrava militar (mamelucos e gulans), mas uma casta de homens nascidos livres, provavelmente nobres. Tugueje também teve irmãos, Badre e Uazar, que também ingressaram no serviço militar, mas são apenas ocasionalmente mencionados e pouco se sabe sobre eles.
Como seu pai, Tugueje serviu aos abássidas, mas depois entrou ao serviço dos tulúnidas, que desde 868 tornaram-se governantes autônomos do Egito e Síria. Segundo Ibne Calicane, Tugueje primeiro entrou ao serviço de Lulu, um gulam do fundador da dinastia tulúnida Amade ibne Tulune, mas então dirigiu-se à Moçul, onde serviu o governador Ixaque ibne Cundaje, até depois da morte de ibne Tulune em 884. A morte de ibne Tulune pareceu apresentar uma oportunidade para seus inimigos capturarem alguns dos domínios tulúnidas na Síria de seu herdeiro e filho inexperiente, Cumarauai. Ibne Cundaje e seu aliado Maomé ibne Abi Alçaje, bem como o regente abássida, Almuafaque, atacaram os tulúnidas, mas no evento Cumarauai saiu vitorioso, e ibne Cundaje foi forçado a reconhecer sua suserania em 886/887. Durante as negociações entre ibne Cundaje e Cumarauai, segundo Ibne Calicane, o último notou Tugueje e ficou impressionado por sua aparência, levando-o para servi-lo.

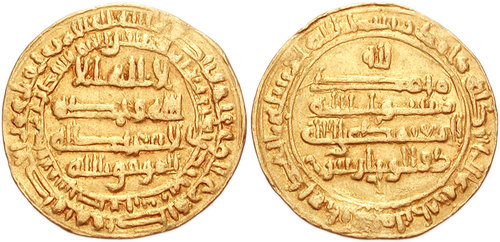
Dinar de ouro de Almutâmide r. com os nomes de Almuafaque r. e o vizir Saíde

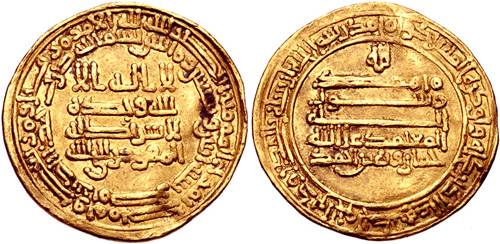
Dinar de ouro de Cumarauai r.

Segundo Tabari, em agosto de 892 Tugueje liderou um raide de verão (saifa) contra o Império Bizantino em nome dos tulúnidas. Ele invadiu os arredores de Tireu (ar. Taraium) e um local conhecido em árabe como Malúria (Malūriyah; possivelmente Malacopeia ou Balbura). Mais adiante ele tornou-se governador de Tiberíades, Alepo (a capital do distrito de Quinacerim) e Damasco, e particularmente distinguiu-se por repelir os ataques dos carmatas sob Saíbe Anaca em Damasco em 903. Tabari também afirma no mesmo ano, quando estava em Alepo, informou Ragibe que Cumarauai queria vê-lo. Depois disso, escreveu uma carta para Maomé ibne Muça ibne Tulune, o emir de Tarso, informando-lhe que os bens de Ragibe estavam em posse do pagem Macnune e que Ragibe estava a caminho da cidade, bem como que quando o pagem chegasse na cidade deveria ser capturado e os bens consigo deveriam ser confiscados.
Após a morte de Cumarauai em 896, contudo, o Reino Tulúnida rapidamente começou a ruir de dentro, e falhou em estabelecer qualquer resistência séria quando os abássidas dirigiram-se contra ele para restabelecer controle direto sobre a Síria e Egito em 904. Tugueje desertou para os abássidas invasores sob Maomé ibne Solimão Alcatibe e foi nomeado governador de Alepo em troca; mas ibne Solimão cairia vítima de intrigas cortesãs logo depois, e Tugueje e seus filhos Maomé e Ubaide Alá seriam presos em Bagdá. Tugueje morreu na prisão em 906, mas seus filhos foram libertados logo depois. Após uma carreira tumultuada, Maomé dirigiu-se para o Egito em 935 para estabelecer-se como mestre do país, conseguir governá-lo, bem como partes da Síria, até sua morte em julho de 946. A dinastia por ele estabelecido, os iquíxidas, durou até o Egito ser capturado pelo Califado Fatímida em 969.